# 제시 앤드루스
제시 앤드루스(Jessie Andrews, 1992년 3월 22일 ~ )는 미국의 전직 포르노 배우, 디자이너, 프로듀서, 모델, DJ, 사업가, 사진가이다. 2012 AVN상 여우주연상 수상자이다.